# آی‌یودی
آی یو دی، یا ابزار درون‌زهدانی (به انگلیسی: IUD) وسیله‌ای است به شکل‌های گوناگون (اکثراً T شکل)، از جنس پلاستیک یا فلز که برای پیشگیری از حاملگی در رحم جایگذاری می‌شود.
آی یو دی یکی از وسایل پیشگیری از بارداری برای مدت طولانی است، که مورد تأیید سازمان جهانی بهداشت بوده و یکی از پرمصرف‌ترین و رایج‌ترین انواع وسایل پیشگیری از بارداری محسوب می‌شوند. در میان روش‌های کنترل بارداری، ای یو دی، همراه با سایر ایمپلنت‌های ضدبارداری منجر به بیشترین رضایت در استفاده‌کنندگان شده‌است.
شکل کلی آی یو دی اغلب شبیه حرف T انگلیسی است. دو نوع آی.یو. دی وجود دارد، در یک نوع مقدار کمی فلز مس و در نوع دیگر پروژستین یا فرم صناعی هورمون پروژسترون تعبیه شده‌است. محل اصلی قرار گرفتن آن در حفره رحم است و نیازی به تصمیم‌گیری روزانه در مورد استفاده از آن نیست. دخالت مصرف‌کننده در نحوه استفاده از آن بسیار ناچیز است.
جهت کنترل و معاینه در مورد نحوه قرارگیری IUD در بار اول بعد از یک ماه سپس بعد از سه ماه و از آن پس هر یکسال یکبار به مراکز درمانی مراجعه کرد.
تعویض IUD پس از پایان مدت زمان اثر آن ضروری است.

## شیوهٔ تأثیر

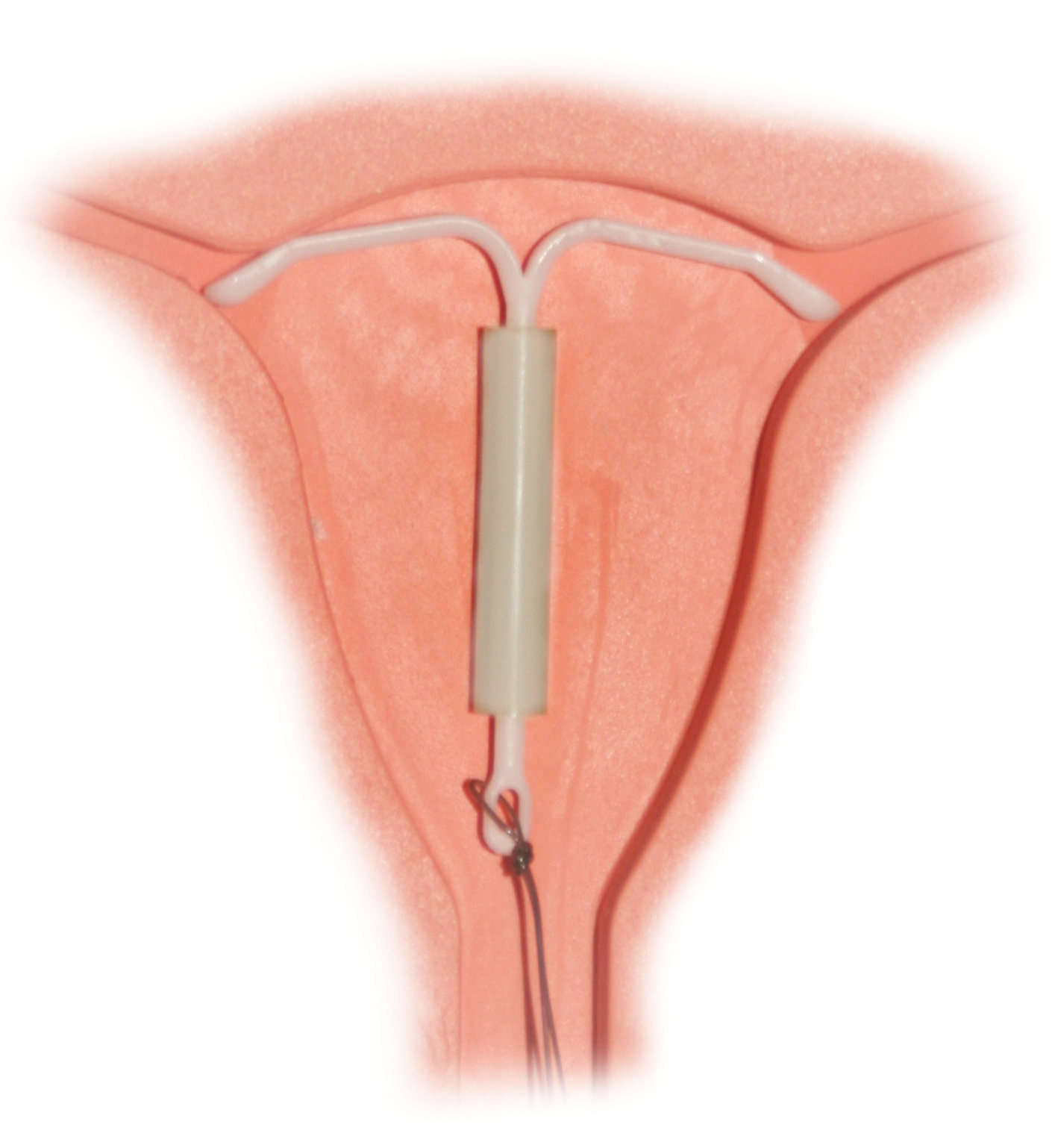
نحوهٔ قرار گرفتن آی‌یودی

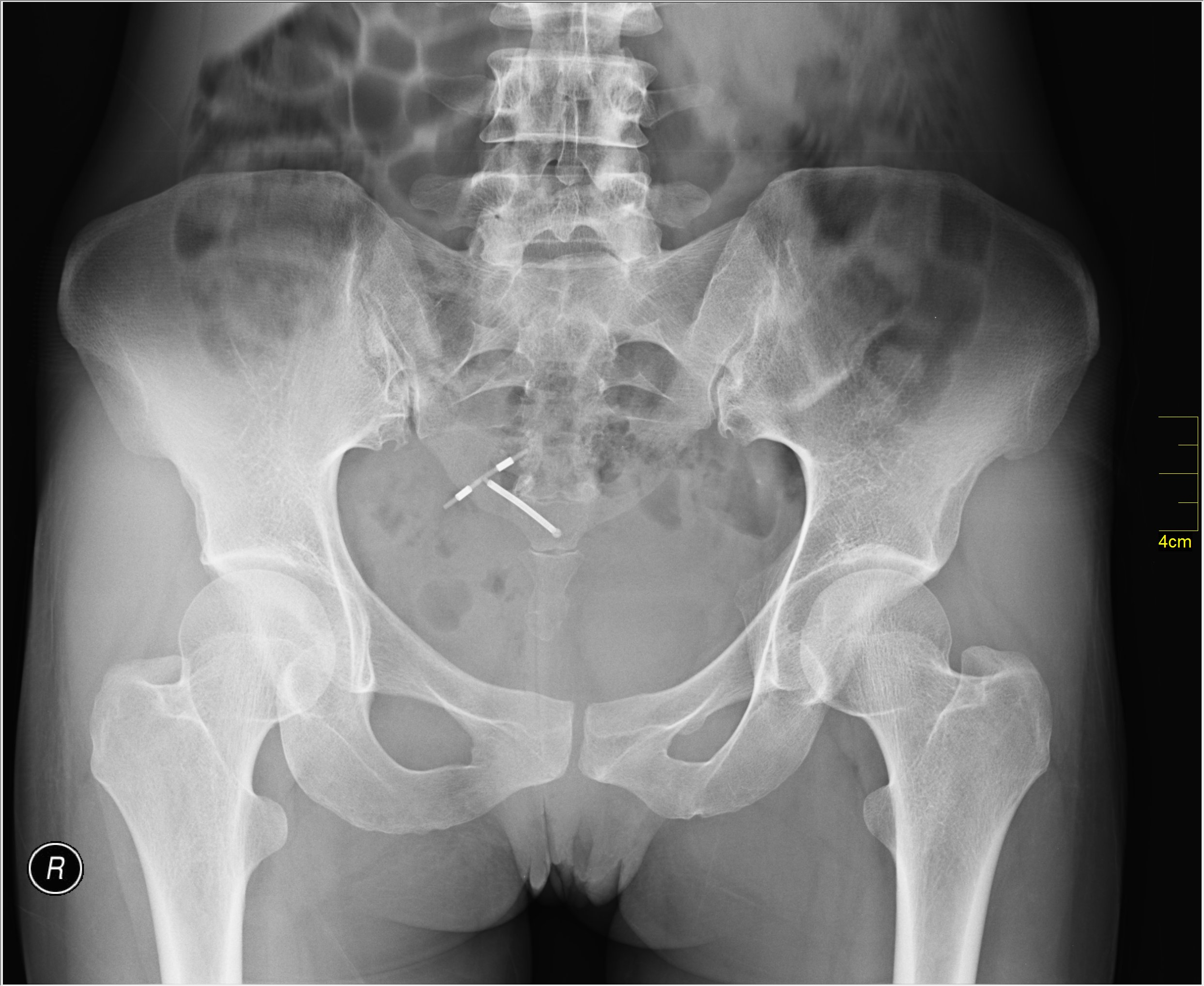
عکس گرفته‌شده توسط اشعهٔ ایکس از آی.یو. دی جابه‌جا شده.

وجود IUD در رحم با نامناسب کردن محیط داخل رحم مانع از بارداری می‌شود. التهاب مختصر ناشی از حضور این وسیله در رحم موجب آسیب‌دیدگی یا تخریب اسپرم‌ها و تخمک می‌شود و در صورتی که عمل لقاح انجام شود، مانع جایگزینی مناسب تخم لقاح یافته در جدارهٔ داخلی رحم خواهد شد. می‌توان انواع آی‌یودی را در رحم قرار داد بدون اینکه بر مقدار یا کیفیت شیر مادر تأثیری داشته باشد.
IUD یکی ار مطمئن‌ترین روش‌های جلوگیری از بارداری است، به‌طوری‌که در طول یک سال از ۱٬۰۰۰ نفر استفاده‌کننده از این وسیله حدود ۱ تا ۶ نفر (بر حسب نوع IUD) باردار می‌شوند. این مقدار به اندازهٔ روش دائمی بستن لوله‌های رحم است، با این مزیت که هر زمان که فرد بخواهد، قابل برداشتن می‌باشد. البته روش‌هایی مانند استفاده از قرص ضدبارداری نیز ممکن است به همین اندازه یا بیشتر مؤثر باشند، اما فقط در صورتی که به درستی مصرف شوند. در استفاده از IUD پزشک یا ماما آن را قرار می‌دهد و کافی‌ست هر ماه توسط خود فرد، چک شود.
آی یو دی را می‌توان در هر زمان از سیکل قاعدگی برداشت و از همان زمان هم اقدام برای بارداری را آغاز کرد. قابلیت باروری فرد مانند پیش از گذاشتن IUD خواهد بود.

## عوارض و اثرات
1. دفع آی یو دی
2. خونریزی و دیسمنوره
3. حاملگی نا به جا
4. بیماری التهابی لگن
5. شایع‌ترین شکایت خانم‌ها بعد از گذاشتن آن افزایش خونریزی مهبلی می‌باشد. این عارضه حدود ۱۰_۲۰ درصد از درخواست‌های خروج IUD را باعث می‌شود.